# Masayoshi Yoshida
Masayoshi Yoshida (吉田 匡良 Yoshida Masayoshi?), född 4 augusti 1982 i Nara prefektur, är en japansk före detta fotbollsspelare.
Yoshida började sin karriär 2001 i Kyoto Purple Sanga. Efter Kyoto Purple Sanga spelade han för Ventforet Kofu, Sagawa Express Kyoto, FC Kariya och Matsumoto Yamaga FC. Han avslutade karriären 2008.